# Estudio País 24
Estudio País 24 ("El programa de los argentinos") fue un programa de televisión, conducido por Juan Alberto Badía, Maby Wells y Martín Jáuregui junto a 24 representantes de cada una de las Provincias de la Argentina. Fue un programa de interés general y de entretenimientos que poseía conexiones en directo con corresponsales diseminados por todo el país que recorrían la actualidad, las costumbres, los personajes y la cultura de la Argentina. Durante su quinta temporada (2010), y aprovechando el Bicentenario Argentino, el programa se llamó Estudio País Bicentenario, con un formato distinto al de Estudio País 24.

## Emisiones
Su primera emisión fue el 9 de octubre de 2006. El pasado 16 de mayo de 2008 llegó a las 300 emisiones con un programa especial para 300 invitados del público e invitados especiales como Vitillo Ábalos y su esposa Elvira, El Beto Moya y el cantante Abel Pintos. Además se hicieron presentes los directivos del canal Rosario Lufrano y Martín Bonavetti.
Se transmitía de lunes a viernes de 14 a 16 horas, por la TV Pública.
El 9 de octubre de 2008, el programa cumplió sus primeras 400 ediciones al aire, festejando también sus 2 años en la pantalla con figuras como el excantante de Memphis la Blusera, Adrián Otero.

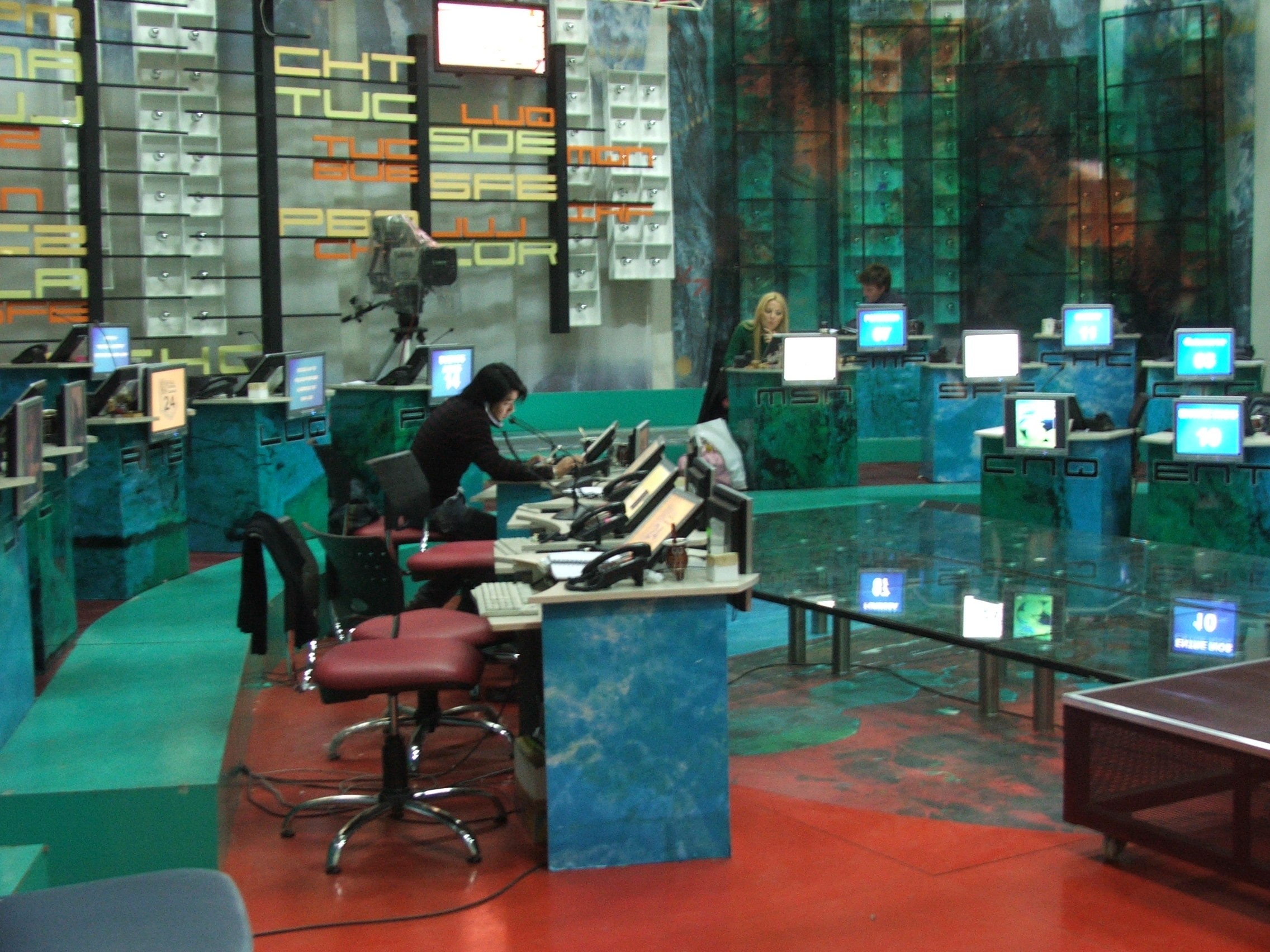
Luego de la salida del Aire, los integrantes del equipo de Estudio País 24 continúan trabajando en sus escritorios. (Nota: Foto tomada en el Estudio 4)

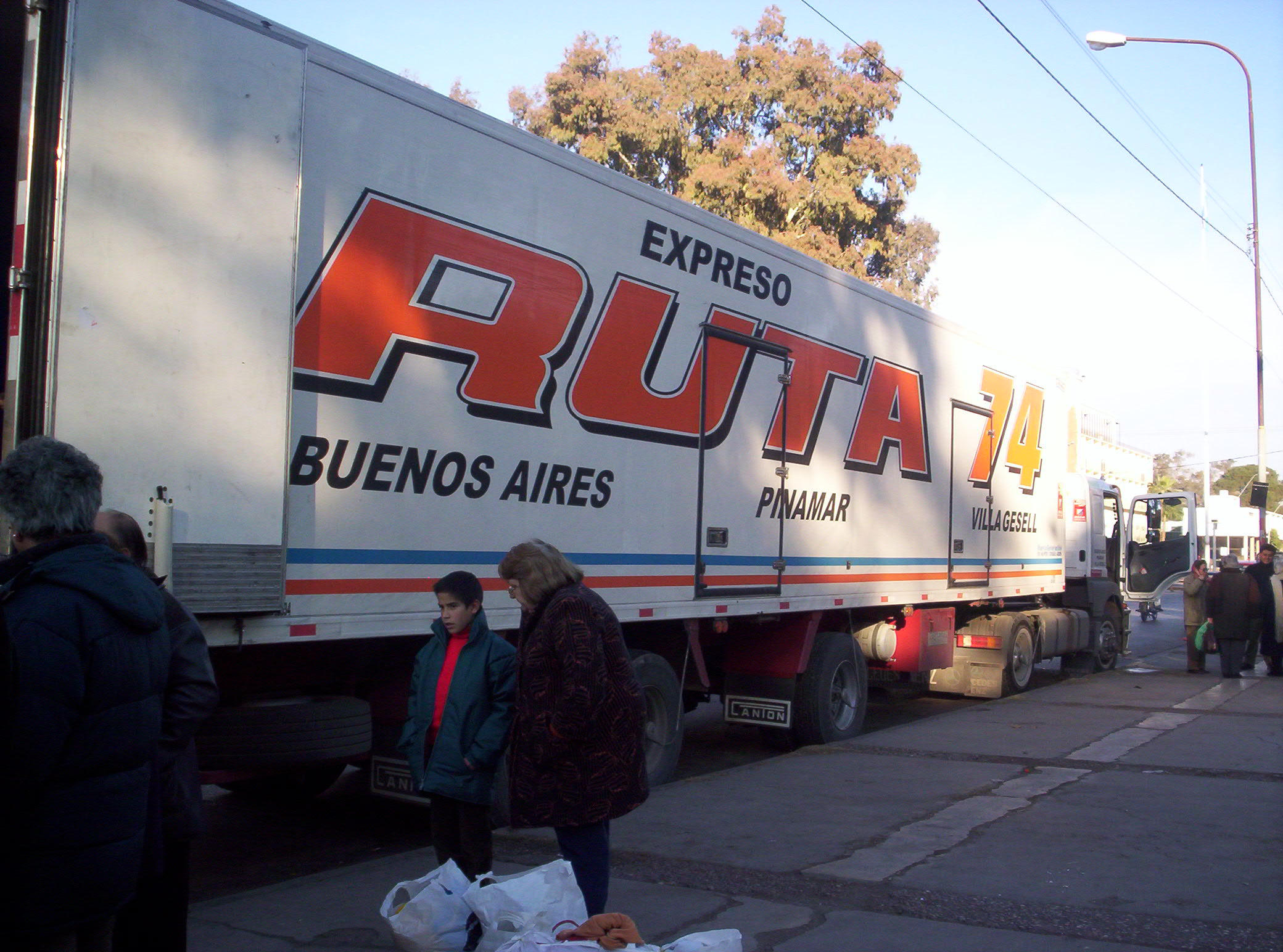
Vista al camión de la ruta de la solidaridad, en su paso por la ciudad de San Juan

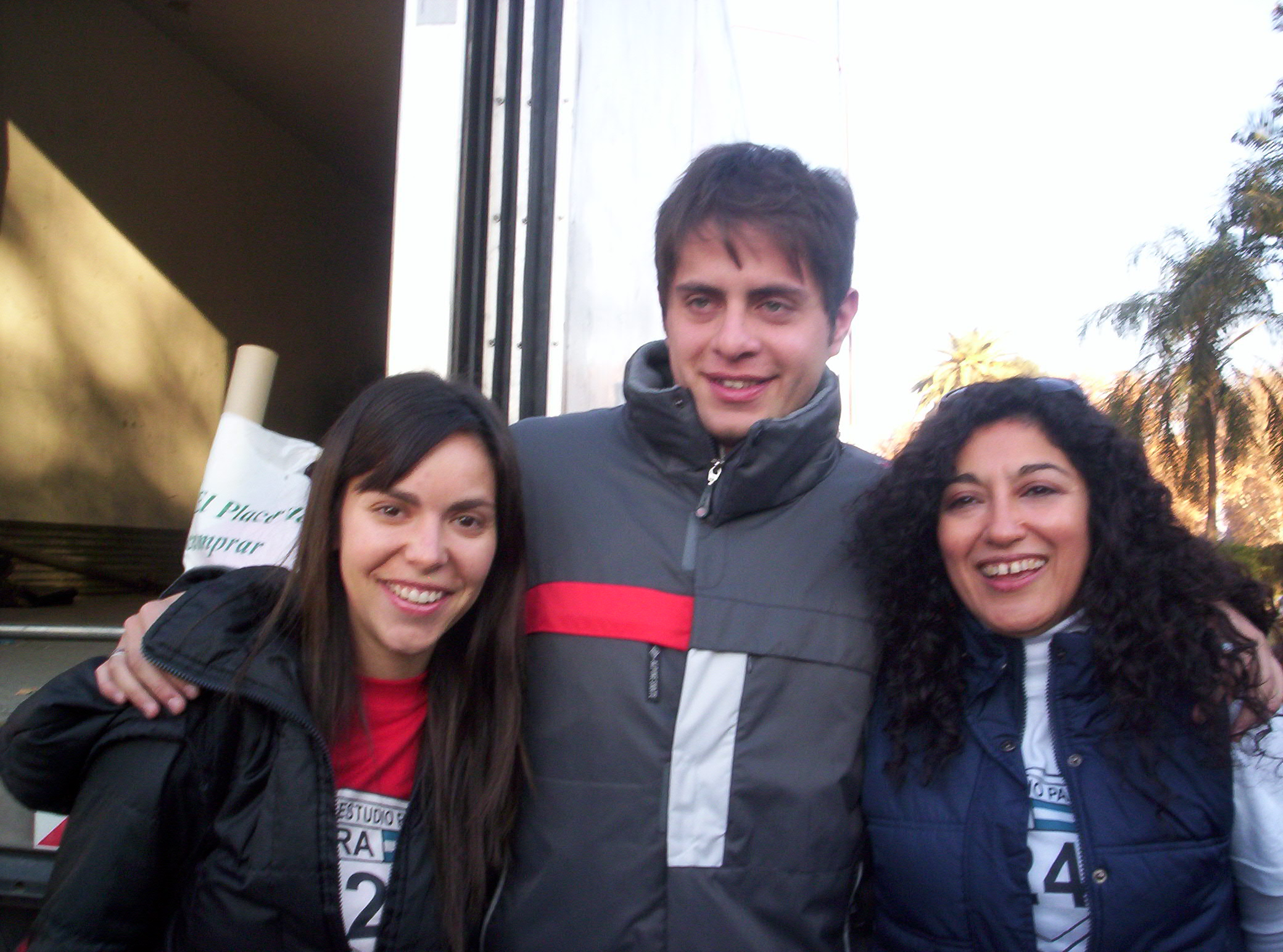
Paula Velasco, exrepresentante de Mendoza, Emiliano Pascuarelli, representante de San Luis y Rosi Amín, representante de San Juan, en la ciudad de San Juan, con el motivo de la ruta de la solidaridad

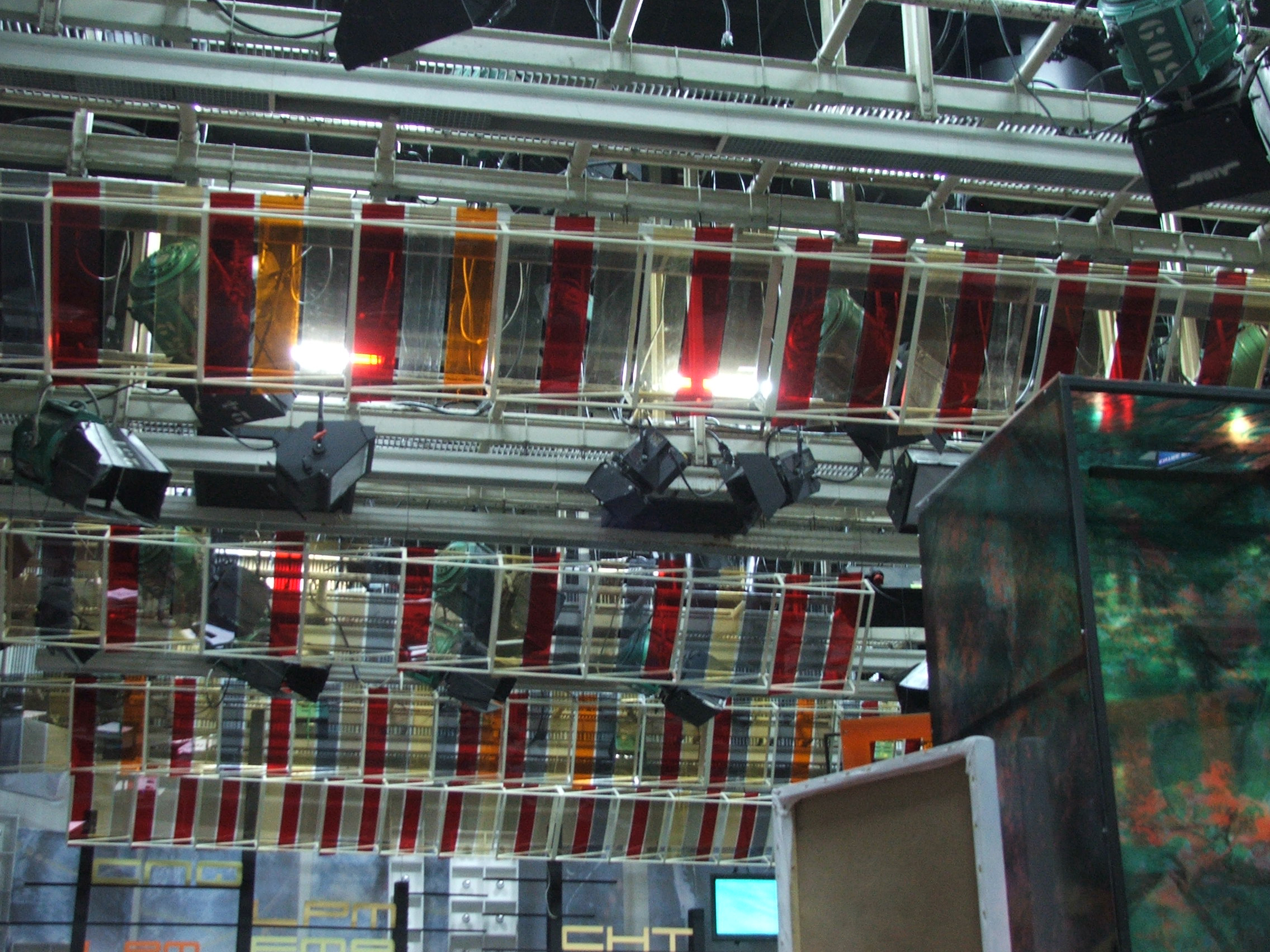
Vista hacia arriba de la iluminación del programa con los andenes para el personal técnico del área

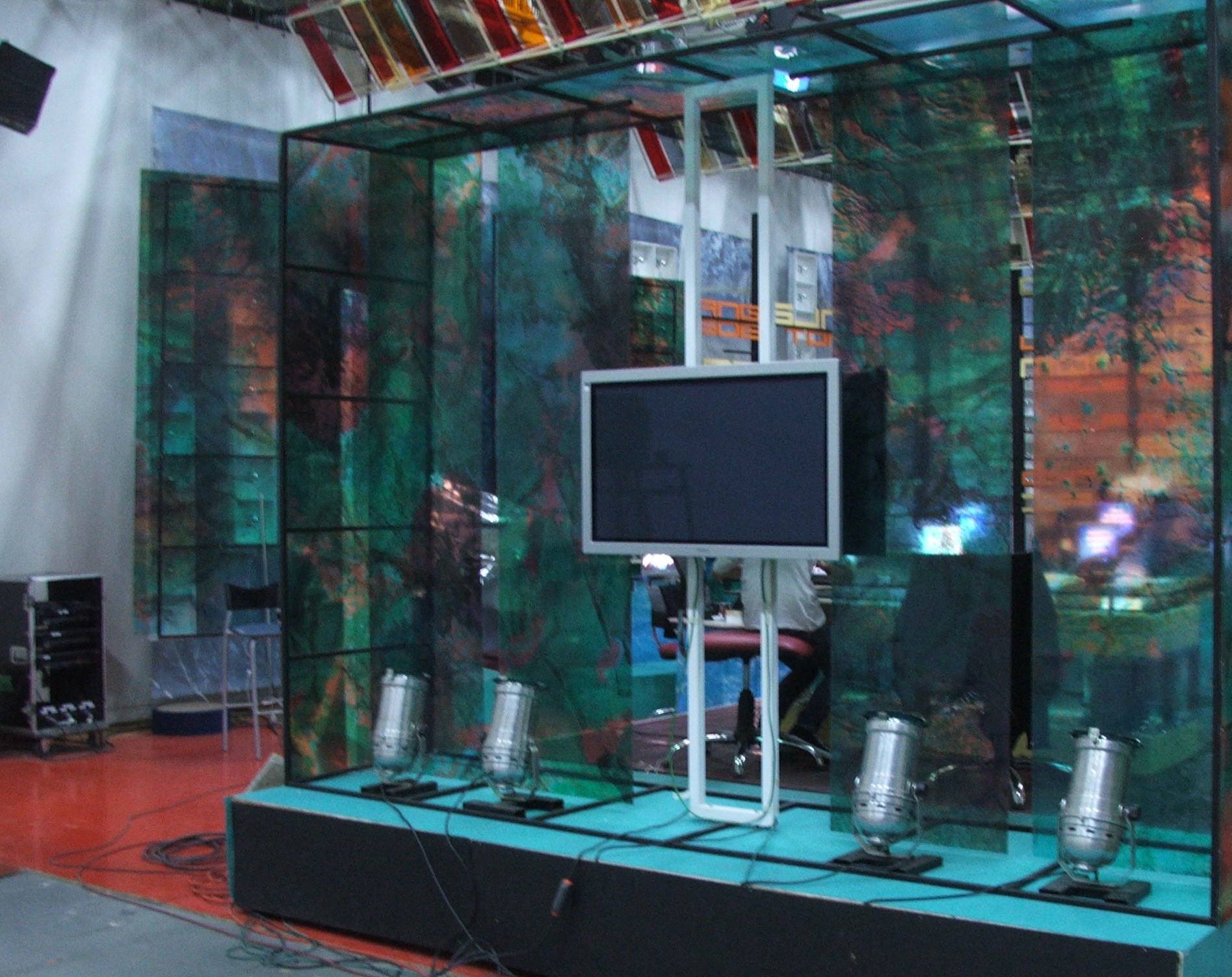
Parte de la escenografía de Estudio País 24 que recorre el Jimmy Jib hasta llegar al lugar donde se hace la presentación y desarrollo del programa

## Representantes de cada provincia (Año 2010)
- Capital Federal: Carlos Lin
- Provincia de Buenos Aires: Leticia Conti
- Catamarca: Adolfo 'Fito' Quiroga
- Chaco: Maia Sasovsky
- Chubut: Camila Arias Martínez
- Córdoba: Sergio Stuto
- Corrientes: Eduardo La Rosa
- Entre Ríos: Eduardo "Colo" Scevola
- Formosa: Matías Hardy
- Jujuy: Belén Suárez
- La Pampa: Julieta Riera
- La Rioja: Facundo Herrera
- Mendoza: Valeria Caselles, Nancy Correnti
- Misiones: Judit Vítores
- Neuquén: Sergio 'Checho' Arregui
- Río Negro: José Luis Mozzoni
- Salta: Candelaria Lloret
- San Juan: Pablo Aubone
- San Luis: Emiliano Pascuarelli
- Santa Cruz: René Suárez
- Santa Fe: Leandro Ceruti
- Santiago del Estero: Lucrecia Carrillo
- Tierra del Fuego: María Eugenia Duré
- Tucumán: Catto Emmerich

## Distinciones
- Premio El Estibador de Acero, año 2007 - Villa Constitución, Provincia de Santa Fe.
- Premio El Estibador de Acero, año 2008 - Villa Constitución, Provincia de Santa Fe.
- Nominado por APTRA para los Premios Martín Fierro 2008 como Mejor programa de Interés general.
- Nominado por APTRA para los Premios Martín Fierro 2009 como Mejor programa de Interés general.